# Tupolev Tu-70
Dimensions
Le Tupolev Tu-70 (Code OTAN : Cart) est un avion de ligne soviétique dérivé du bombardier Tu-4 (qui était une copie rétro-ingénierie du Boeing B-29 Superfortress), conçu dès la fin de la Seconde Guerre mondiale. L'avion effectue son premier vol le 27 novembre 1946 et les essais sont réalisés avec succès. Toutefois, l'avion n'a jamais été produit en série. Le prototype, seul Tu-70 construit, a été démoli en 1954.

## Historique
Après avoir achevé le travail de conception de base sur le bombardier Tu-4, Tupolev a décidé de concevoir une variante passagers avec un fuselage pressurisé qui a reçu la désignation interne Tu-70. Il était destiné à utiliser autant de composants du Tu-4 que possible pour réduire les coûts et de gagner du temps de développement. C'était un monoplan cantilever aile basse avec un train d'atterrissage tricycle, propulsé par quatre moteurs en étoiles Shvetsov Ash-73TK. Le travail de conception sur une maquette a débuté en février 1946 et le Conseil des ministres a confirmé une commande pour un seul prototype le mois suivant. Une décision de la production pour le Tu-12, comme il devait être dénommé, serait faite après les tests.
Pour accélérer la construction du prototype, un certain nombre de composants ont été utilisées à partir de deux B-29. Cela comprend les panneaux extérieurs des ailes, les capots moteur, les volets, le train d'atterrissage, l'empennage et une partie du matériel interne. La section centrale de l'aile a été remaniée et sa rigidité augmentée. Le fuselage pressurisé était entièrement nouveau et cela changé la position de l'aile de milieu à aile basse.
Trois configurations différentes ont été proposées pour l'aménagement de la cabine, une version VIP, un modèle passagers classe mixte 40-48 et une configuration avion de ligne avec 72 sièges. Le prototype semble avoir été construit dans la configuration classe-mixte, mais cela ne peut être confirmé.
Le Tu-70 a été achevée en octobre 1946, mais n'a pas fait son premier vol avant le 27 novembre. Il a commencé les essais fabricant en Octobre, mais un incendie moteur sur le quatrième vol a causé un atterrissage en catastrophe. Cela a été attribuée à un défaut de conception dans le système construit par les Américains de contrôle de suralimentation, mais identifier le problème et le corriger a prolongé les essais du fabricant jusqu'à octobre 1947.
Il a été renommé le Tu-70 quand il a commencé les essais d'acceptation d’État qui ont pris fin le 14 décembre. Il a passé tous les objectifs de conception, mais n'a pas été accepté pour la production, toutes les usines étaient déjà engagées pour construction d'avions avec une priorité plus élevée et Aeroflot n'avait aucune obligation pour ce modèle, étant pleinement satisfaite de ses avions de ligne Lisunov Li-2 et Iliouchine Il-12.
Il a été confié à la NII VVS (russe: Научно-Исследовательский Институт Военно-Воздушних Сил - Institut de Recherche Scientifique des Forces aériennes) pour évaluation comme un avion de transport militaire en décembre 1951. Par la suite il a été utilisé au cours d'une série de tests avant d'être abandonné en 1954. Sa conception a été modifiée pour un transport militaire, le Tupolev Tu-75, mais non plus n'a pas été mis en production.